# Gulyás László (festőművész)
Gulyás László (Budapest, 1960. szeptember 29. –) magyar festő- és grafikus művész.

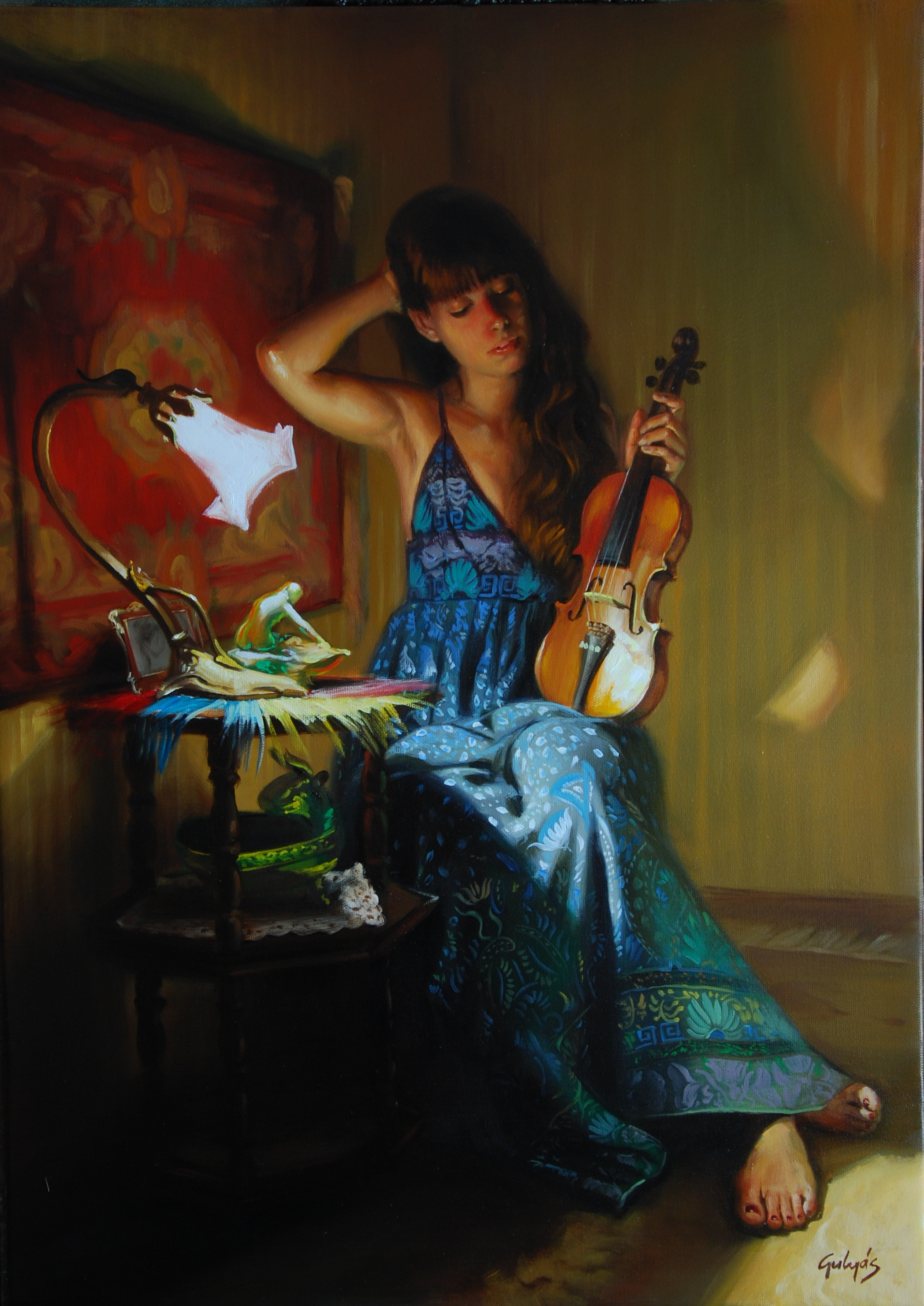
Este

## Életpályája
Gulyás Sándor festőművész és Barta Sára második gyermekeként látta meg a napvilágot Budapesten, 1960. szeptember 29-én.
Képző-és Iparművészeti Középiskola reklámgrafika szakán végzett, melyet követően 1983-1987-ig a Képzőművészeti Főiskola hallgatója volt, sokszorosító grafika szakon. 
Képi világát és stílusát nagyban meghatározza Rembrandt festészetének egyetemes hatása. 
Különös felkészültséggel alkalmazza a fény-árnyék hatásokat, amelynek során bravúrokra képes. Emellett festői szépséget jelent a hideg-meleg színek tudatos ellenpontja, mely a térhatás megjelenítését szolgálja. 
Harmonikus színei mellett feltűnik kivételes vonalkultúrája, melyben kitapintható képzettsége.

## Kiemelkedően fontos munkái
- Ravasz László püspök egész alakos portréja (250x150cm) a Budapesti Református Kollégium díszterme 1995
- Az érdi katolikus barokk templom oltárképe (250x150cm) 1997
- Erzsébet királyné és Kossuth Lajos portréi (220×150 cm) pesterzsébeti városházán
- Deák Ferenc, Vörösmarty Mihály portréi (100x80cm) pesterzsébeti városházán
- Bartók Béla, Kodály Zoltán, Erkel Ferenc, Lajtha László, Liszt Ferenc portréi (100x80cm) Lajtha László Zeneiskola dísztermében
- És több kisebb portré közgyűjteményekben.

## Kiállításai
- 1979. Ikarus Gyár
- 1988. Dunapataj
- 1995. Budapest Gaál Imre Galéria, Fekete Emese grafikussal és Kirchmayer Károly szobrásszal
- 1997. Budapest Iskola Galéria
- 2000. Budapest Galéria 13
- 2002. Budapest BAU-VIP
- 2003. Pesterzsébet Csili
- 2005. Nagymaros
- 2007. Nagymaros
- 2009. Neves Kortárs Galéria
- 2010. Gaál Imre Galéria Életmű kiállítás
- 2010. Dunapart Galéria
- 2016. Neves Kortárs Galéria
- 2016. Budapest
- 2017. Csili kiállító terem
- 2017. Csepel Galéria
- 2018. Sátoraljaújhely
- 2018. OTP Galéria

## Csoportos kiállításai
Csoportos kiállításokon 35 éve vesz részt, közöttük fontosabbak:
- 1984-óta Gaál Imre Galéria,
- Galéria 13, Szentes,
- Hódmezővásárhely
- Debrecen,
- London
- Németország
- Dánia
- Csili Művelődési Ház
- Nagymaros
- Vác

## Díjak, elismerések
- 1983 Kalocsa, Grafikai pályázat I. díj
- 1985 Budapest, Plakátpályázat II. díj
- 1998 Budapest, Galéria 13, Tavaszi tárlat festészeti különdíj
- 2000 Budapest Gaál Imre Galéria festészeti díj
- 2004 Budapest Gaál Imre Galéria közönség díj
- 2004 Budapest Önarckép biennále díj
- 2010 Kulturális Minisztériumi oklevél
- 2012. Budapest Gaál Imre Galéria : Közönség díj
- 2015. Pesterzsébet díszpolgára

## Tagság
- 1987 óta tagja a Magyar Alkotóművészek Országos Egyesületének